# Carrie Grant
Pour les articles homonymes, voir Grant.
Caroline Vanessa "Carrie" Grant (née Gray le 17 août 1965 à Enfield) est une animatrice de télévision et chanteuse britannique.

## Biographie
Carrie Grant obtient sa popularité grâce à sa participation aux télé-crochets Fame Academy, Comic Relief Does Fame Academy et Pop Idol et à la série télévisée Carrie and David's Popshop en compagnie de son mari David Grant, lui aussi chanteur ; elle est la coach vocal de célébrités.
Elle se fait d'abord connaître comme chanteuse du groupe Sweet Dreams, représentant du Royaume-Uni au Concours Eurovision de la chanson 1983 avec la chanson I'm Never Giving Up.
Depuis 2010, elle est une reporter de The One Show sur BBC One.
En mai 2014, elle est désignée présidente du jury pour la sélection du représentant du Royaume-Uni au Concours Eurovision de la chanson.
David et Carrie Grant sont les parents de l'actrice Olivia Grant. 
Carrie Grant est atteinte de la maladie de Crohn depuis l'âge de 18 ans.